# Betulaceae

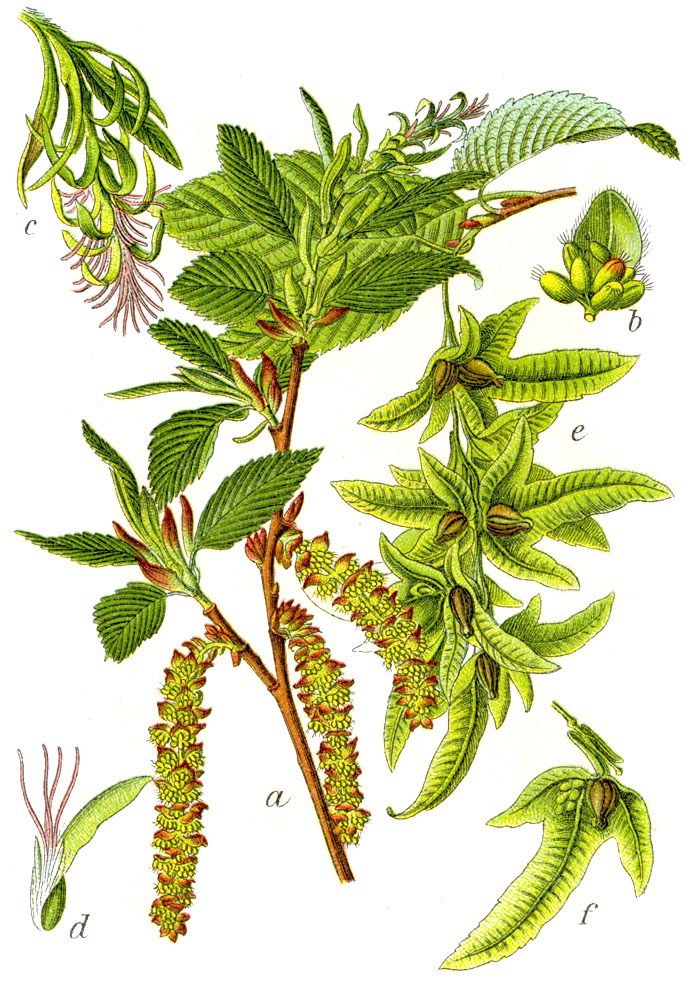
Carpinus betulus (ilustração).

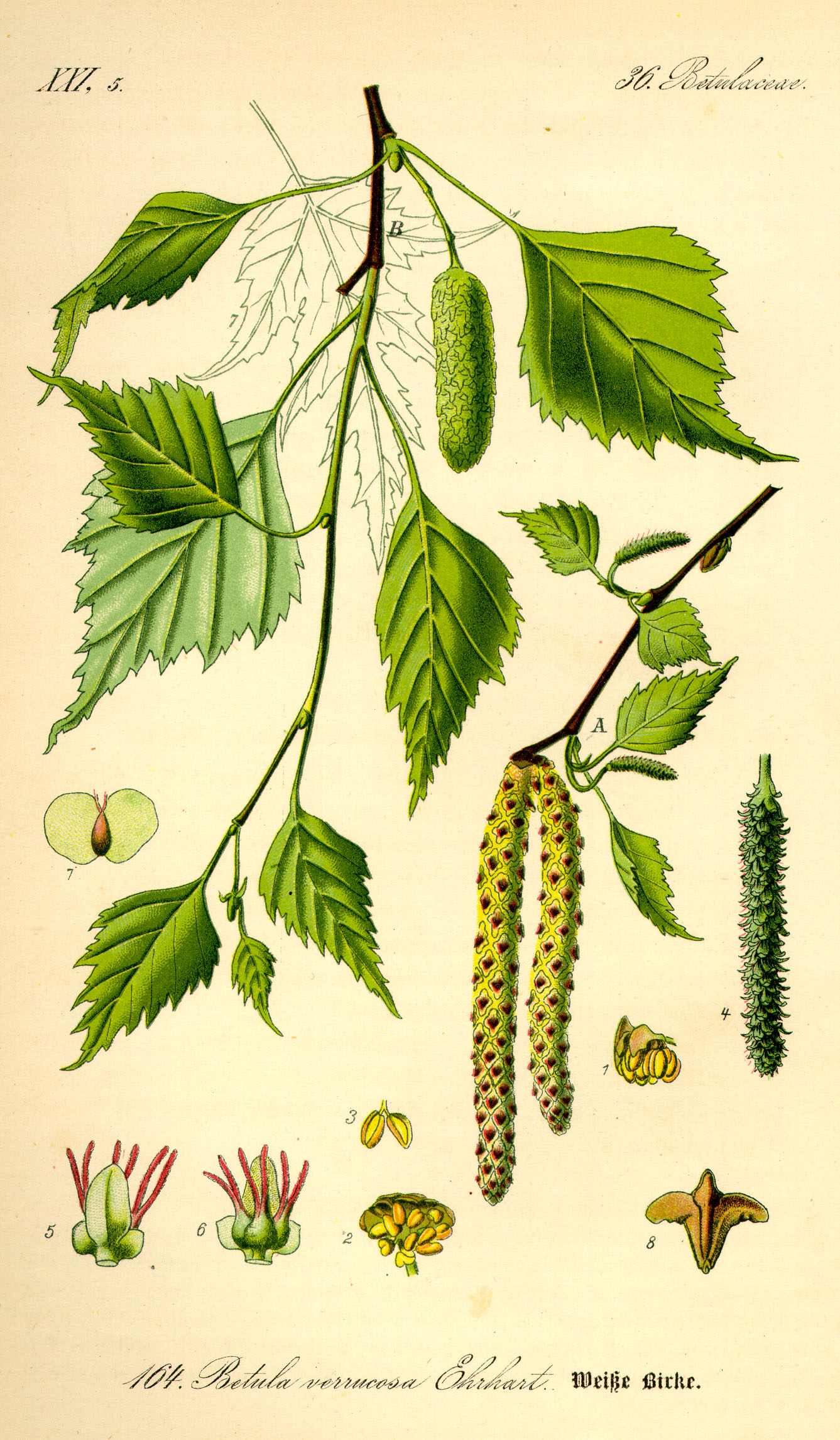
Betula pendula (ilustração).

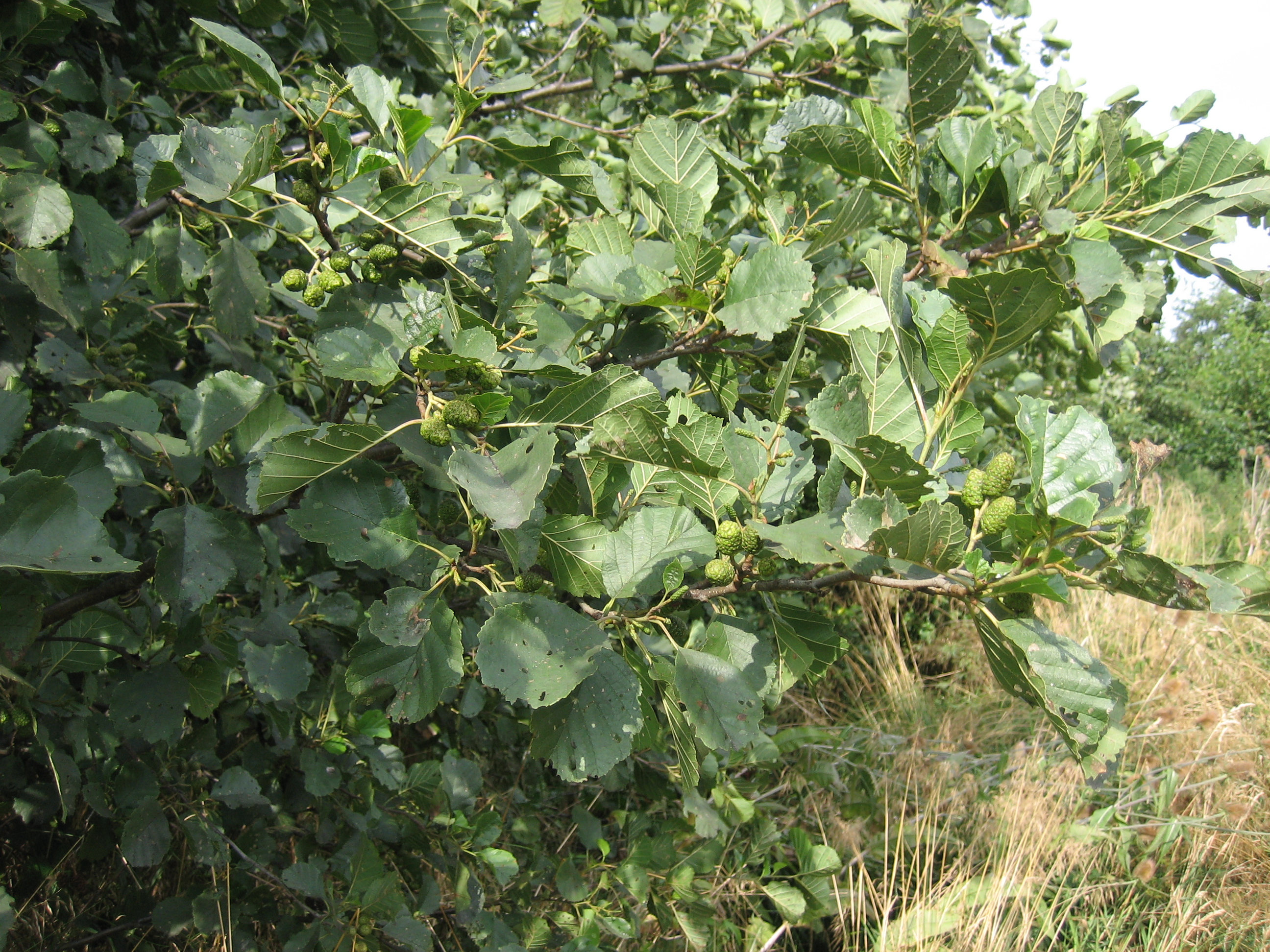
Alnus glutinosa.

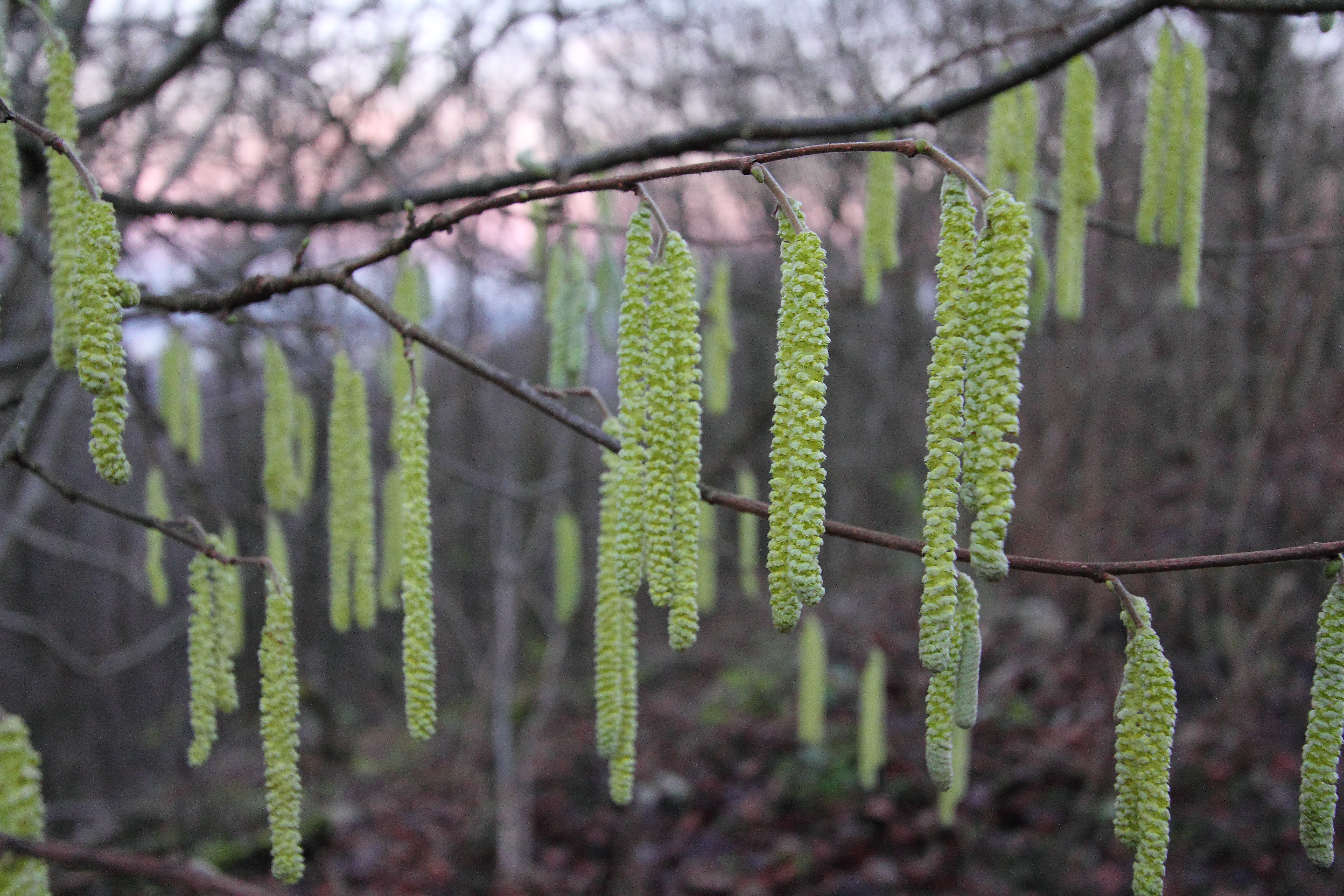
Amentos de avelaneira (Corylus avellana).

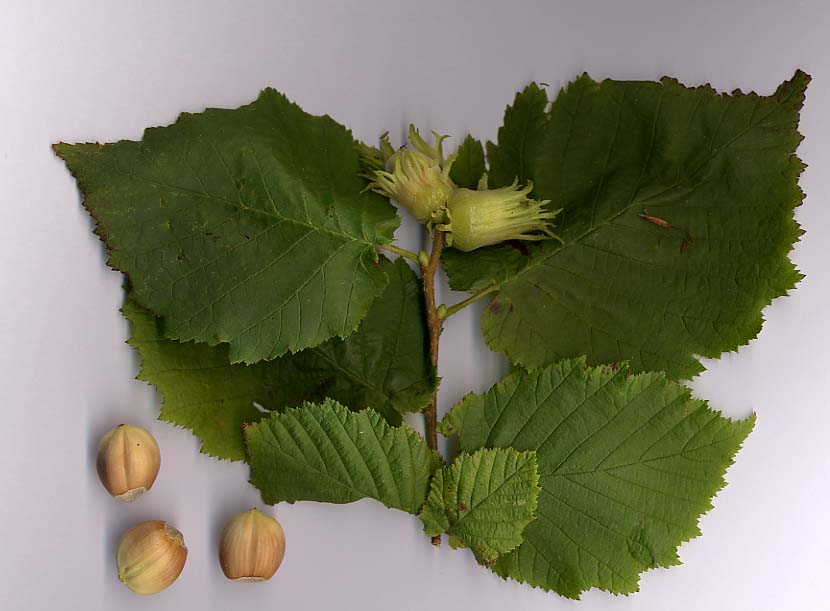
Folhagem e nozes de Corylus avellana.

Betulaceae é uma família de plantas com flor, pertencente à ordem Fagales, que inclui 167 espécies, repartidas por 6 géneros, de árvores, e menos frequentemente arbustos, monoicos, de folha caduca, incluindo a aveleira e a bétula. A grande maioria das árvores betuláceas são nativas das zonas temperadas do Hemisfério Norte. Várias betuláceas são cultivadas para uso económico (pela madeira ou frutos comestíveis) ou como árvores ornamentais.

## Descrição
A família Betulaceae, conhecida pela betuláceas, inclui 6 géneros de árvores, raramente arbustos, decíduos e produtores de frutos do tipo noz, incluindo as bétulas (que dão nome à família), amieiros e avelaneiras, num total de 167 espécies. São espécies maioritariamente nativas das regiões de clima temperado do Hemisfério Norte, mas com algums espécies a atingirem o Hemisfério Sul nas regiões montanhosas dos Andes da América do Sul. As suas flores ocorrem em inflorescências pêndulas do tipo amento, que geralmente aparecem antes do desabrochar das folhas.

### Morfologia
Os membros da família Betulaceae são plantas lenhosas, decíduas, geralmente de porte arbóre, raramente arbustivo. A maioria são mesofanerófitos  ou macrofanerófitos. A folhagem tem filotaxia alternada e espiral, ordenadas nos ramos em duas ou três linhas. 
As folhas são simples, alternas, com estípulas caducas. As margens das folhas são serradas (em sua maioria duplamente serradas) ou dentadas, raramente quase lisas. As estípulas geralmente caem cedo.
Comum a todos os géneros da família Betulaceae é serem monoicos com flores unissexuais. Cada espécime da planta apresenta inflorescências masculinas e feminina, que nesta família são do tipo amentilho (ou amento). As inflorescências contêm sempre muitas pequenas flores simples, em alguns casos reduzidas a estames ou só com ovário e estigma.
As inflorescências masculinas são amentos pêndulos (isto é pendentes da árvore por um eixo flexível). As inflorescências femininas são estruturadas de forma variável, dependendo do género: as inflorescências femininas da subfamília Coryloideae têm brácteas parecidas com folhas, enquanto as da família Betuloideae têm inflorescências lenhosas.
As flores masculinas com perianto simples, em grupos de 3 por axila de uma bráctea, dispostas em amentos pendentes. As flores femininas sem perianto, de gineceu ovário infero bicarpelar, em grupos de 2 ou 3 por axila de uma bráctea, dispostas em amentos erectos e lineares. As brácteas florais são acompanhadas por geralmente 2 bracteolas. A polinização é anemófila.
Os frutos são em núcula aplanada, geralmente alada, agrupados numa infrutescência do tipo estrobiliforme formada pelas brácteas e bractéolas acrecidas e endurecidas. Cada fruto tem apenas uma semente. As sementes contêm um embrião direito, com dois cotilédones finos ou espessos e nenhum endosperma.

### Usos
A aveleira-comum (Corylus avellana) e a aveleira-turca (Corylus maxima) são plantas importantes de pomar, cultivadas pelas suas nozes comestíveis, as quais sustentam um importante comércio internacional. Algumas nozes são utilizadas para a extracção de óleos vegetais para uso alimentar e para confecção de margarinas.
Entre os outros géneros com importância económica incluem-se várias plantas ornamentais populares, amplamente plantadas em parques e grandes jardins. Entre estas ganham particular importância várias espécies e cultivares de bétulas, particularmente valorizadas por sua casca lisa e de cores vivas.
A madeira é geralmente dura, resistente e pesada, particularmente a produzidas pelas espécies do género Carpinus. Várias espécies tiveram  importância económica significativa no passado, pois a sua madeira muito dura, capaz de resistir a desgaste pesado, era necessária para o fabrico de rodas de carros e carruagens, engrenagens, rodas de azenhas, alças e cabos de ferramentas, tábuas de corte e cavilhas de madeira. Na maioria desses usos, a madeira foi entretanto substituída por metal ou materiais artificiais.
Algumas espécies, em particular o ritidoma fresco, são utilizadas para fins medicinais, especialmente na medicina tradicional dos povos do norte da Eurásia.

## Filogenia e sistemática
A família Betulaceae foi descrita por Samuel Frederick Gray  e publicada na sua obra A Natural Arrangement of British Plants 2: 222, 243. 1822. O género tipo é Betula L. (o géneros que inclui a bétula europeia).

### História evolucionária
Acredita-se que as Betulaceae tenham origem no final do período Cretáceo (cerca de 70 milhões de anos atrás) no território que corresponde à actual Província de Sichuan, na China central. Esta região, naquela época, teria um clima mediterrâneo devido à proximidade do mar de Tethys, que cobriu partes do actual Tibete e Xinjiang até ao início do Terciário. Este centro de origem é apoiado pela constatação de que todos os seis géneros e 52 das espécies são nativos dessa região, muitos dos quais são endemismos regionais. Acredita-se que todos os géneros modernos divergiram completamente durante o Oligoceno, com todos os géneros da família (com a excepção de Ostryopsis) tendo um registo fóssil que se estende até pelo menos há 20 milhões de anos a partir do presente.
Os resultados de estudos de filogenia molecular indicam que o grupo mais próximo das Betulaceae é a família Casuarinaceae, da qual a família se constitui, em conjunto com a família monotípica Ticodendraceae, um grupo irmão.

### Filogenia
A aplicação das técnicas da filogenética molecular sugere as seguintes relações da família Betulaceae com as restantes famílias que integram a ordem Fagales:
|  | Myricaceae   |
|  |              |
|  | Juglandaceae |
|  |              |

|  | \| \| Ticodendraceae \| \| \| \| \| \| Betulaceae \| \| \| \| |
|  |                                                               |
|  | Casuarinaceae                                                 |
|  |                                                               |
|  | Ticodendraceae                                                |
|  |                                                               |
|  | Betulaceae                                                    |
|  |                                                               |

|  | Ticodendraceae |
|  |                |
|  | Betulaceae     |
|  |                |

|  | Myricaceae   |
|  |              |
|  | Juglandaceae |
|  |              |

|  | \| \| Ticodendraceae \| \| \| \| \| \| Betulaceae \| \| \| \| |
|  |                                                               |
|  | Casuarinaceae                                                 |
|  |                                                               |
|  | Ticodendraceae                                                |
|  |                                                               |
|  | Betulaceae                                                    |
|  |                                                               |

|  | Ticodendraceae |
|  |                |
|  | Betulaceae     |
|  |                |

|  | Myricaceae   |
|  |              |
|  | Juglandaceae |
|  |              |

|  | \| \| Ticodendraceae \| \| \| \| \| \| Betulaceae \| \| \| \| |
|  |                                                               |
|  | Casuarinaceae                                                 |
|  |                                                               |
|  | Ticodendraceae                                                |
|  |                                                               |
|  | Betulaceae                                                    |
|  |                                                               |

|  | Ticodendraceae |
|  |                |
|  | Betulaceae     |
|  |                |

|  | Myricaceae   |
|  |              |
|  | Juglandaceae |
|  |              |

|  | \| \| Ticodendraceae \| \| \| \| \| \| Betulaceae \| \| \| \| |
|  |                                                               |
|  | Casuarinaceae                                                 |
|  |                                                               |
|  | Ticodendraceae                                                |
|  |                                                               |
|  | Betulaceae                                                    |
|  |                                                               |

|  | Ticodendraceae |
|  |                |
|  | Betulaceae     |
|  |                |

|  | Myricaceae   |
|  |              |
|  | Juglandaceae |
|  |              |

|  | \| \| Ticodendraceae \| \| \| \| \| \| Betulaceae \| \| \| \| |
|  |                                                               |
|  | Casuarinaceae                                                 |
|  |                                                               |
|  | Ticodendraceae                                                |
|  |                                                               |
|  | Betulaceae                                                    |
|  |                                                               |

|  | Ticodendraceae |
|  |                |
|  | Betulaceae     |
|  |                |

|  | Myricaceae   |
|  |              |
|  | Juglandaceae |
|  |              |

|  | \| \| Ticodendraceae \| \| \| \| \| \| Betulaceae \| \| \| \| |
|  |                                                               |
|  | Casuarinaceae                                                 |
|  |                                                               |
|  | Ticodendraceae                                                |
|  |                                                               |
|  | Betulaceae                                                    |
|  |                                                               |

|  | Ticodendraceae |
|  |                |
|  | Betulaceae     |
|  |                |

|  | Myricaceae   |
|  |              |
|  | Juglandaceae |
|  |              |

|  | \| \| Ticodendraceae \| \| \| \| \| \| Betulaceae \| \| \| \| |
|  |                                                               |
|  | Casuarinaceae                                                 |
|  |                                                               |
|  | Ticodendraceae                                                |
|  |                                                               |
|  | Betulaceae                                                    |
|  |                                                               |

|  | Ticodendraceae |
|  |                |
|  | Betulaceae     |
|  |                |

|  | Myricaceae   |
|  |              |
|  | Juglandaceae |
|  |              |

|  | \| \| Ticodendraceae \| \| \| \| \| \| Betulaceae \| \| \| \| |
|  |                                                               |
|  | Casuarinaceae                                                 |
|  |                                                               |
|  | Ticodendraceae                                                |
|  |                                                               |
|  | Betulaceae                                                    |
|  |                                                               |

|  | Ticodendraceae |
|  |                |
|  | Betulaceae     |
|  |                |

|  | Myricaceae   |
|  |              |
|  | Juglandaceae |
|  |              |

|  | \| \| Ticodendraceae \| \| \| \| \| \| Betulaceae \| \| \| \| |
|  |                                                               |
|  | Casuarinaceae                                                 |
|  |                                                               |
|  | Ticodendraceae                                                |
|  |                                                               |
|  | Betulaceae                                                    |
|  |                                                               |

|  | Ticodendraceae |
|  |                |
|  | Betulaceae     |
|  |                |

|  | Myricaceae   |
|  |              |
|  | Juglandaceae |
|  |              |

|  | \| \| Ticodendraceae \| \| \| \| \| \| Betulaceae \| \| \| \| |
|  |                                                               |
|  | Casuarinaceae                                                 |
|  |                                                               |
|  | Ticodendraceae                                                |
|  |                                                               |
|  | Betulaceae                                                    |
|  |                                                               |

|  | Ticodendraceae |
|  |                |
|  | Betulaceae     |
|  |                |

|  | Myricaceae   |
|  |              |
|  | Juglandaceae |
|  |              |

|  | \| \| Ticodendraceae \| \| \| \| \| \| Betulaceae \| \| \| \| |
|  |                                                               |
|  | Casuarinaceae                                                 |
|  |                                                               |
|  | Ticodendraceae                                                |
|  |                                                               |
|  | Betulaceae                                                    |
|  |                                                               |

|  | Ticodendraceae |
|  |                |
|  | Betulaceae     |
|  |                |

|  | Myricaceae   |
|  |              |
|  | Juglandaceae |
|  |              |

|  | \| \| Ticodendraceae \| \| \| \| \| \| Betulaceae \| \| \| \| |
|  |                                                               |
|  | Casuarinaceae                                                 |
|  |                                                               |
|  | Ticodendraceae                                                |
|  |                                                               |
|  | Betulaceae                                                    |
|  |                                                               |

|  | Ticodendraceae |
|  |                |
|  | Betulaceae     |
|  |                |

|  | Myricaceae   |
|  |              |
|  | Juglandaceae |
|  |              |

|  | \| \| Ticodendraceae \| \| \| \| \| \| Betulaceae \| \| \| \| |
|  |                                                               |
|  | Casuarinaceae                                                 |
|  |                                                               |
|  | Ticodendraceae                                                |
|  |                                                               |
|  | Betulaceae                                                    |
|  |                                                               |

|  | Ticodendraceae |
|  |                |
|  | Betulaceae     |
|  |                |

|  | Myricaceae   |
|  |              |
|  | Juglandaceae |
|  |              |

|  | \| \| Ticodendraceae \| \| \| \| \| \| Betulaceae \| \| \| \| |
|  |                                                               |
|  | Casuarinaceae                                                 |
|  |                                                               |
|  | Ticodendraceae                                                |
|  |                                                               |
|  | Betulaceae                                                    |
|  |                                                               |

|  | Ticodendraceae |
|  |                |
|  | Betulaceae     |
|  |                |

|  | Myricaceae   |
|  |              |
|  | Juglandaceae |
|  |              |

|  | \| \| Ticodendraceae \| \| \| \| \| \| Betulaceae \| \| \| \| |
|  |                                                               |
|  | Casuarinaceae                                                 |
|  |                                                               |
|  | Ticodendraceae                                                |
|  |                                                               |
|  | Betulaceae                                                    |
|  |                                                               |

|  | Ticodendraceae |
|  |                |
|  | Betulaceae     |
|  |                |

|  | Myricaceae   |
|  |              |
|  | Juglandaceae |
|  |              |

|  | \| \| Ticodendraceae \| \| \| \| \| \| Betulaceae \| \| \| \| |
|  |                                                               |
|  | Casuarinaceae                                                 |
|  |                                                               |
|  | Ticodendraceae                                                |
|  |                                                               |
|  | Betulaceae                                                    |
|  |                                                               |

|  | Ticodendraceae |
|  |                |
|  | Betulaceae     |
|  |                |

Como se deduz do cladograma acima, a família Ticodendraceae é o grupo irmão da família Ticodendraceae, formando com aquela família monotípica um clado que é o grupo irmão das Casuarinaceae.
A utilização das técnicas da filogenética molecular sugere as seguintes relações entre as subfamílias e géneros que integram a família Betulaceae:
|  | Ostryopsis                                          |
|  |                                                     |
|  | \| \| Ostrya \| \| \| \| \| \| Carpinus \| \| \| \| |
|  |                                                     |
|  | Ostrya                                              |
|  |                                                     |
|  | Carpinus                                            |
|  |                                                     |

|  | Ostrya   |
|  |          |
|  | Carpinus |
|  |          |

|  | Ostryopsis                                          |
|  |                                                     |
|  | \| \| Ostrya \| \| \| \| \| \| Carpinus \| \| \| \| |
|  |                                                     |
|  | Ostrya                                              |
|  |                                                     |
|  | Carpinus                                            |
|  |                                                     |

|  | Ostrya   |
|  |          |
|  | Carpinus |
|  |          |

|  | Alnus  |
|  |        |
|  | Betula |
|  |        |

|  | Ostryopsis                                          |
|  |                                                     |
|  | \| \| Ostrya \| \| \| \| \| \| Carpinus \| \| \| \| |
|  |                                                     |
|  | Ostrya                                              |
|  |                                                     |
|  | Carpinus                                            |
|  |                                                     |

|  | Ostrya   |
|  |          |
|  | Carpinus |
|  |          |

|  | Ostryopsis                                          |
|  |                                                     |
|  | \| \| Ostrya \| \| \| \| \| \| Carpinus \| \| \| \| |
|  |                                                     |
|  | Ostrya                                              |
|  |                                                     |
|  | Carpinus                                            |
|  |                                                     |

|  | Ostrya   |
|  |          |
|  | Carpinus |
|  |          |

|  | Alnus  |
|  |        |
|  | Betula |
|  |        |

|  | Ostryopsis                                          |
|  |                                                     |
|  | \| \| Ostrya \| \| \| \| \| \| Carpinus \| \| \| \| |
|  |                                                     |
|  | Ostrya                                              |
|  |                                                     |
|  | Carpinus                                            |
|  |                                                     |

|  | Ostrya   |
|  |          |
|  | Carpinus |
|  |          |

|  | Ostryopsis                                          |
|  |                                                     |
|  | \| \| Ostrya \| \| \| \| \| \| Carpinus \| \| \| \| |
|  |                                                     |
|  | Ostrya                                              |
|  |                                                     |
|  | Carpinus                                            |
|  |                                                     |

|  | Ostrya   |
|  |          |
|  | Carpinus |
|  |          |

|  | Alnus  |
|  |        |
|  | Betula |
|  |        |

|  | Ostryopsis                                          |
|  |                                                     |
|  | \| \| Ostrya \| \| \| \| \| \| Carpinus \| \| \| \| |
|  |                                                     |
|  | Ostrya                                              |
|  |                                                     |
|  | Carpinus                                            |
|  |                                                     |

|  | Ostrya   |
|  |          |
|  | Carpinus |
|  |          |

|  | Ostryopsis                                          |
|  |                                                     |
|  | \| \| Ostrya \| \| \| \| \| \| Carpinus \| \| \| \| |
|  |                                                     |
|  | Ostrya                                              |
|  |                                                     |
|  | Carpinus                                            |
|  |                                                     |

|  | Ostrya   |
|  |          |
|  | Carpinus |
|  |          |

|  | Alnus  |
|  |        |
|  | Betula |
|  |        |

### Sistemática
No passado, a família era frequentemente dividida em duas famílias, as Betulaceae (com os géneros Alnus e Betula) e Corylaceae (com os restantes géneros). Recentes tratamentos sistemáticos, incluindo o desenvolvido pelo Angiosperm Phylogeny Group, consideram esses dois grupos ao nível taxonómico de subfamílias dentro de uma família Betulaceae expandida (resultando nas subfamílias Betuloideae e Coryloideae). Diagnosticamente, Betulaceae é muito semelhante aos membros da família Rosaceae e de outras famílias integradas no clado das eurosídeas.
Assim, na sua presente circunscrição taxonómica, a família integra as seguintes subfamílias e géneros:
- Betuloideae
  - Alnus Mill. 1754 – amieiros
  - Betula L. 1753 – bétulas
- Coryloideae
  - Carpinus L. 1753 –
  - Corylus L. 1753 – avelaneiras
  - Ostrya Scop. 1760 –
  - Ostryopsis Decne. 1873 –

São conhecidos os seguintes géneros fósseis:
- †Asterocarpinus
- †Coryloides
- †Cranea
- †Kardiasperma
- †Palaeocarpinus

### Diversidade e distribuição dos géneros
A família Betulaceae na sua presente circunscrição está subdividida em duas subfamílias com 6 géneros e entre 110 e 200 espécies, distribuídas maioritariamente no Hemisfério Norte. Apenas na China ocorrem 89 espécies, das quais 56 são endemismos daquele território. As espécies das aveleiras, que antes constituíam a família Corylaceae, constituem presentemente a subfamília  Coryloideae das Betulaceae.
- Betuloideae Gray: o eixo das inflorescências femininas é lenhoso; contém 2 géneros e 60 a 100 espécies: 
  - Alnus Mill.: com 25 a 40 espécies, nativas do Novo Mundo e da Eurásia.
  - Betula L.: com 35 a 60 espécies, distribuídas pelas regiões temperadas do Hemisfério Norte.
- Coryloideae Koehne: as inflorescências femininas têm brácteas parecidas com folhas; contém 4 géneros de 50 a 80 espécies:
  - Carpinus L.: com 25 a 50 espécies, nativas da Eurásia.
  - Corylus L.: com 15 a 20 espécies, dispersa pelas regiões temperadas e montanhosas do Hemisfério Norte.
  - Ostrya Scopoli: com 5 a 8 espécies, distribuídas pelas regiões temperadas do Hemisfério Norte.
  - Ostryopsis Decne.: desde 2010 estão atribuídas 3 espécies, nativas da China.[12]

## Galeria

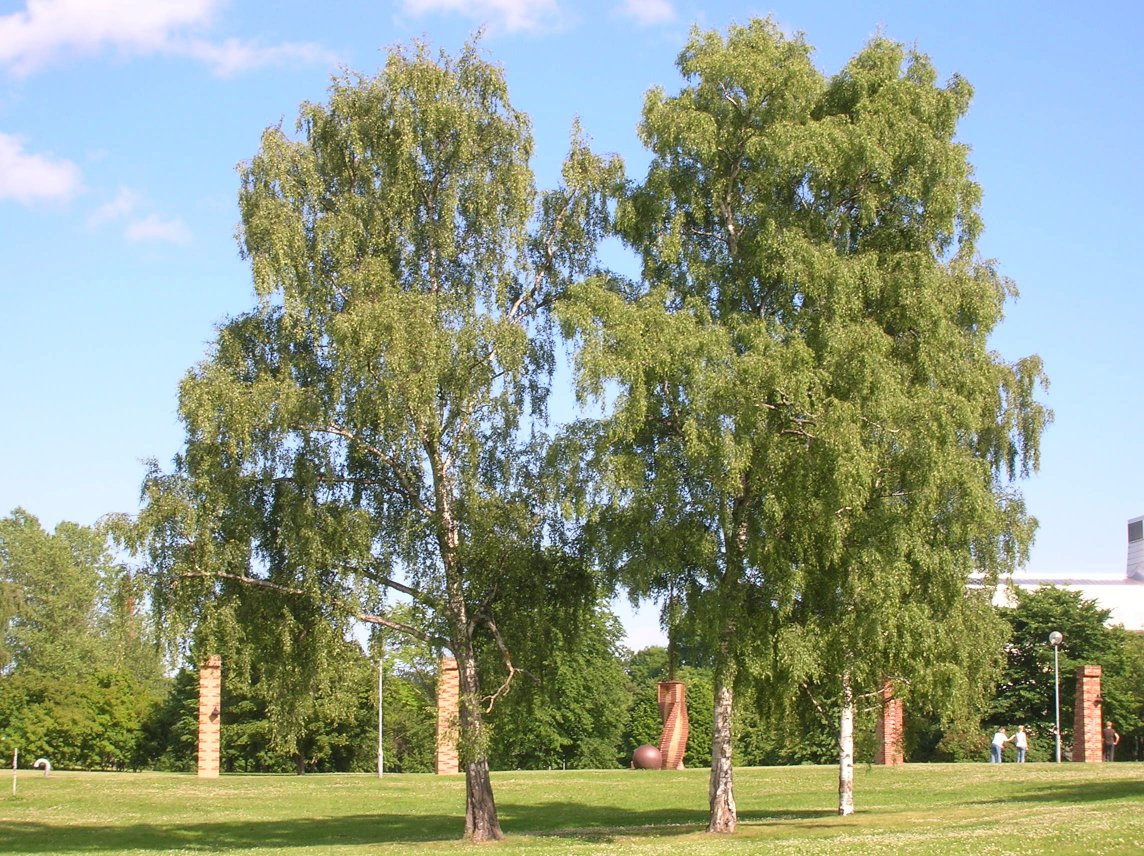
Betula pendula.
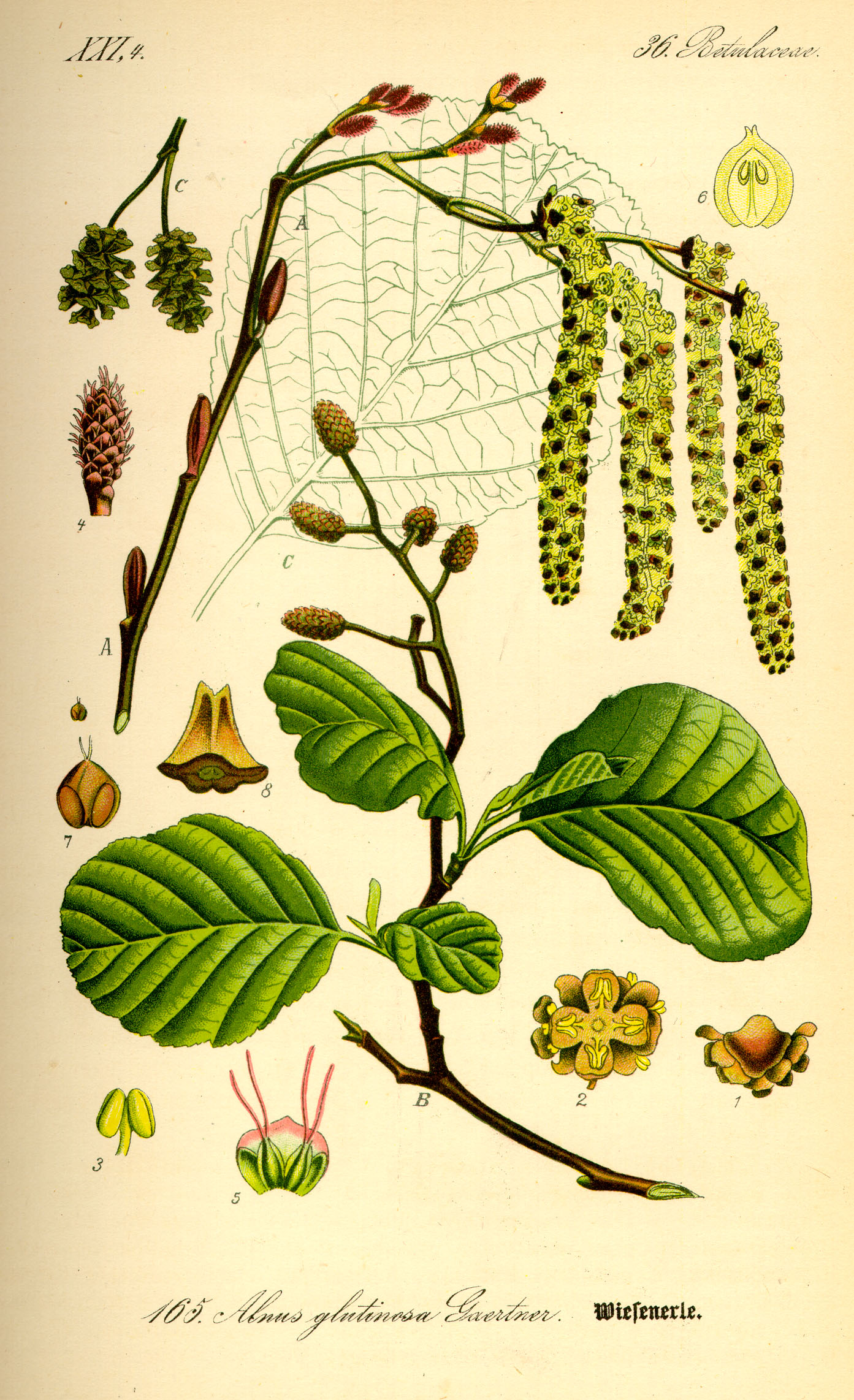
Alnus glutinosa.
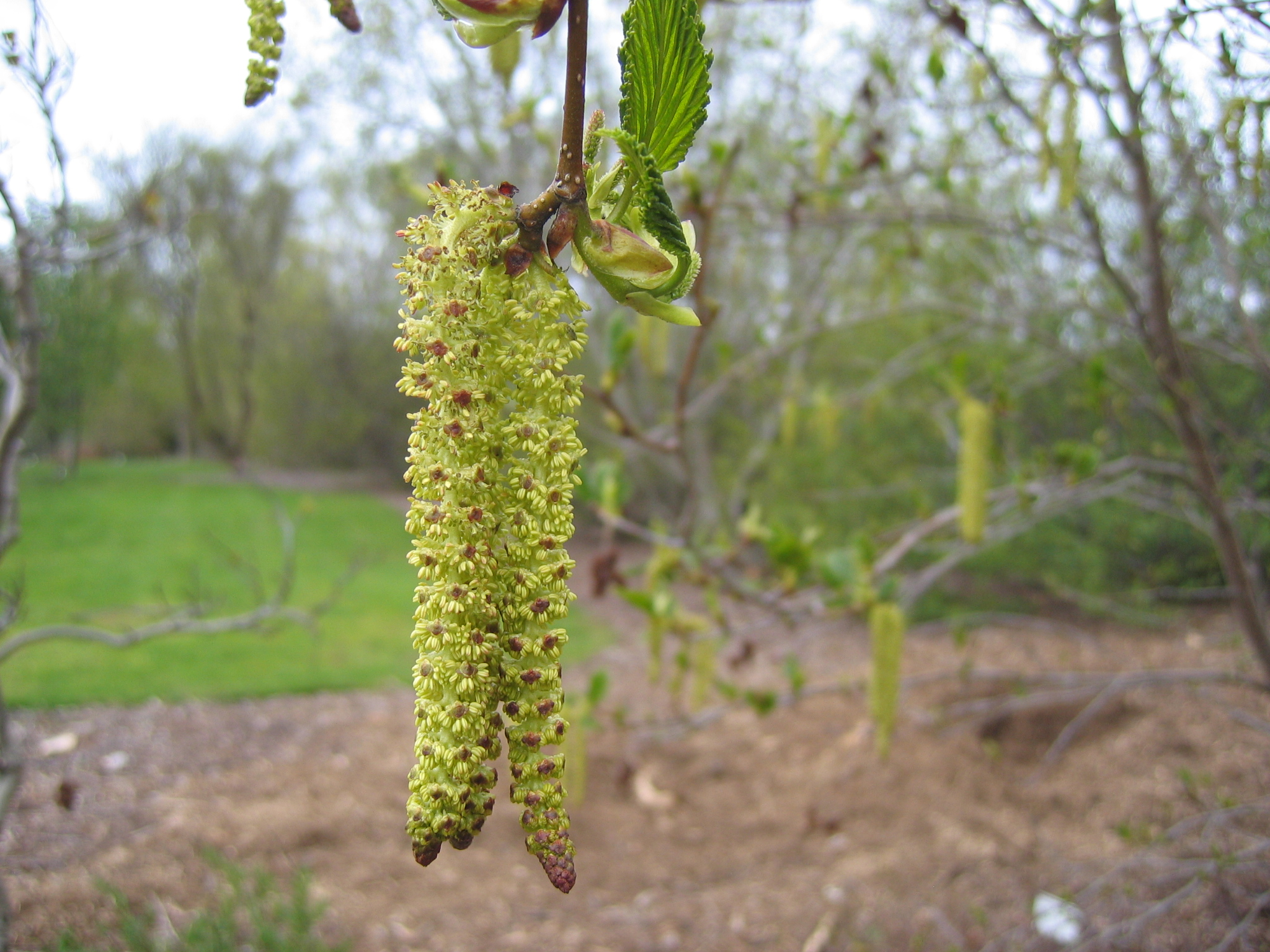
Amentilho masculino de Alnus viridis.
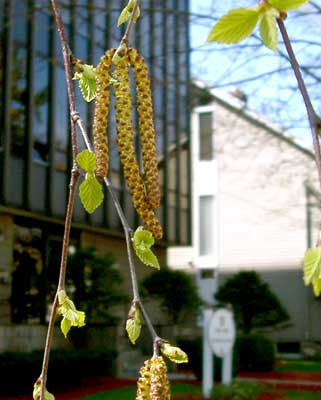
Amentilho masculino de Betula papyrifera.
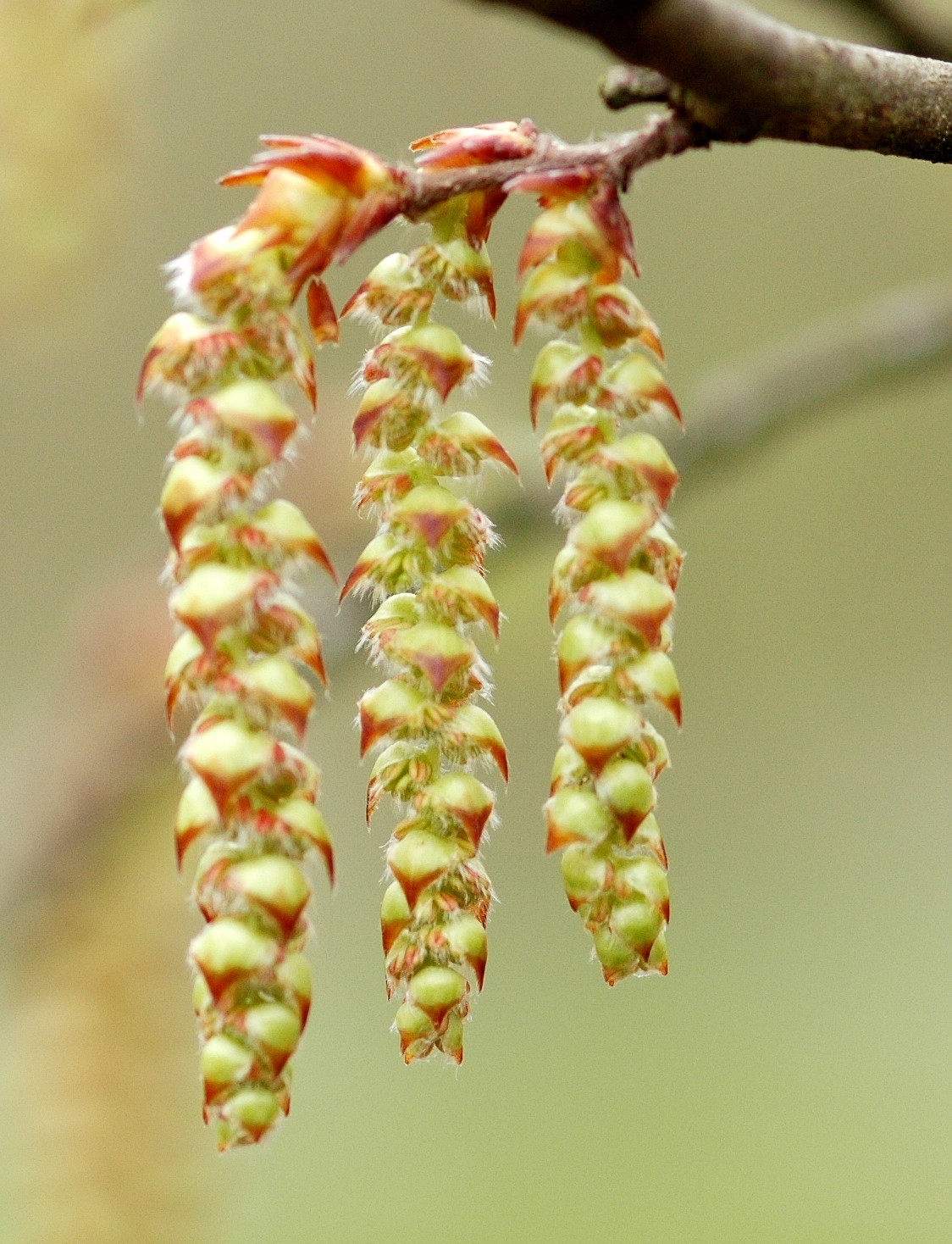
Amentilho masculino de Carpinus betulus.
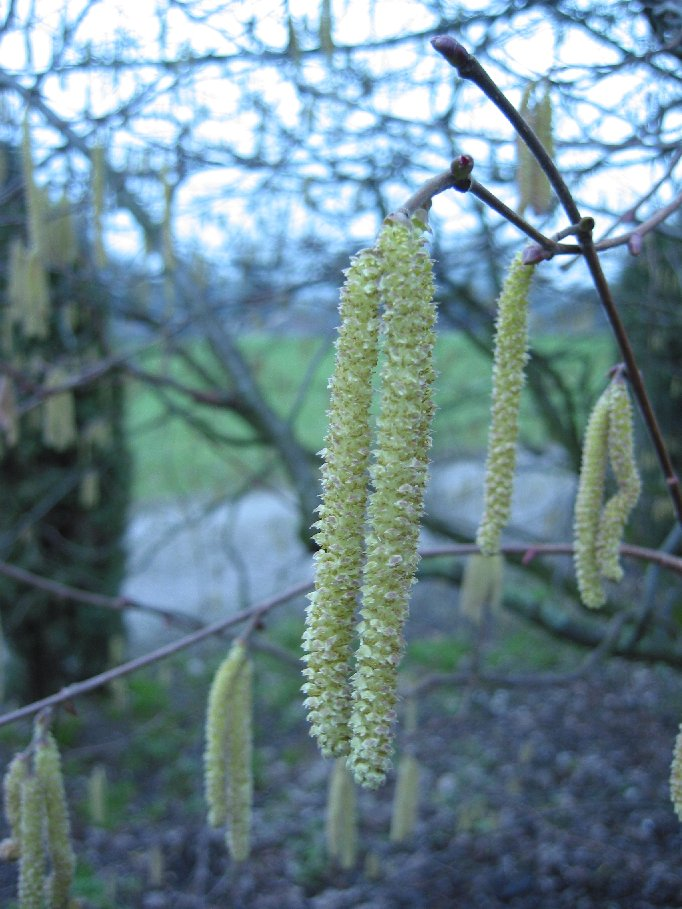
Amentilho masculino de Corylus avellana.
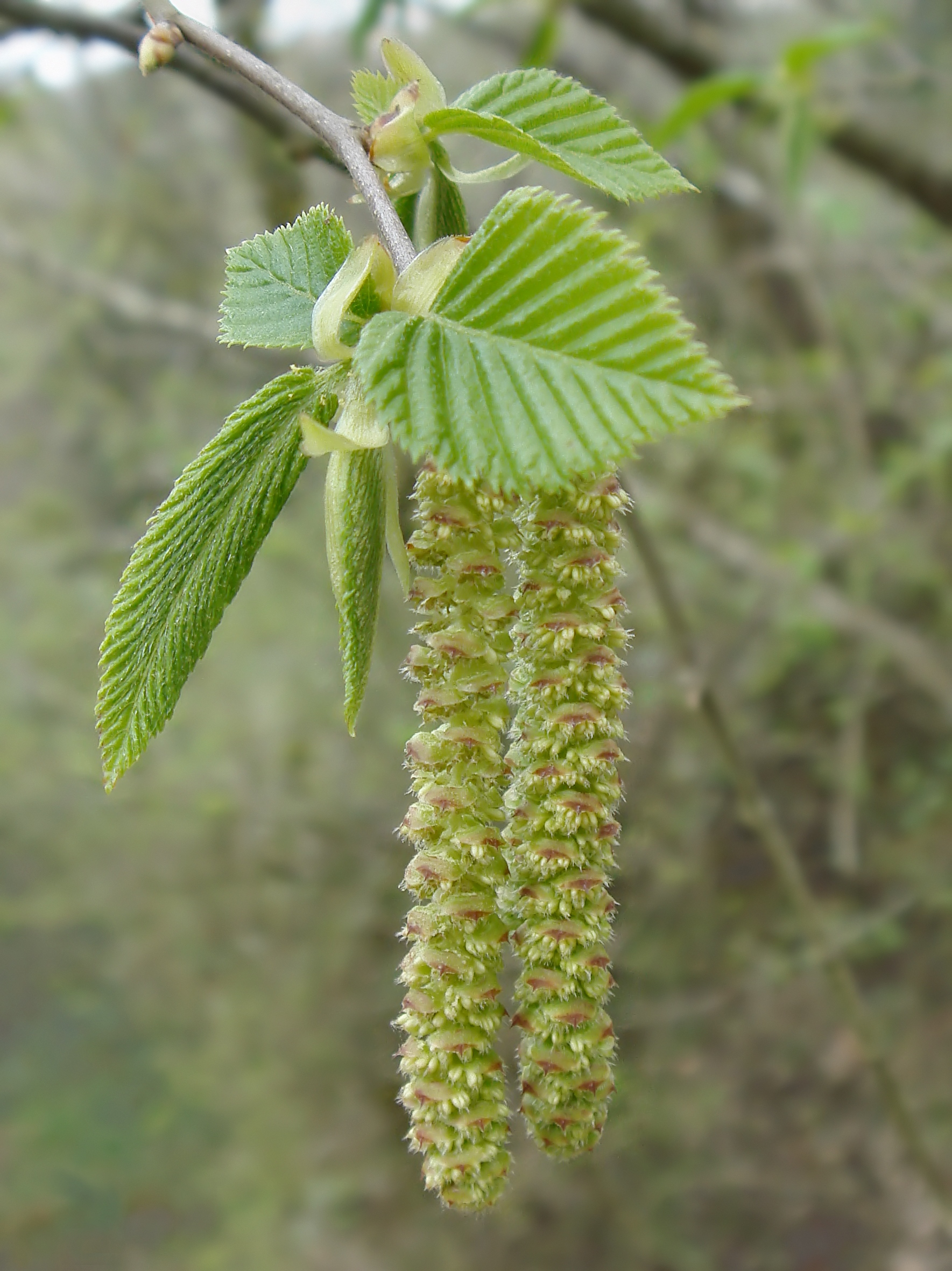
Amentilho masculino de Ostrya carpinifolia.